# Nolan Gould
Nolan Gould (New York, 28 ottobre 1998) è un attore statunitense conosciuto per l'interpretazione del ruolo di Luke Dunphy nella serie televisiva Modern Family.

## Biografia e carriera
Nasce a New York il 28 ottobre 1998. Ha un fratello più grande, Aidan Gould, nato il 26 febbraio 1997, anch'egli attore. Poco dopo la sua nascita, la sua famiglia si trasferì a Phenix City, Alabama, nei pressi della base dell'Esercito degli Stati Uniti, Fort Benning, per poi trasferirsi nuovamente all'età di 5 anni in California.
Ha iniziato la sua carriera di attore fin dall'età di 3 anni, recitando in diversi spot pubblicitari. Nel 2012 ha preso parte al film Ghoul, film basato sul romanzo di Brian Keene. In televisione è apparso nella serie televisiva Eleventh Hour e nel film televisivo Sweet Nothing in My Ear.
Per anni ha studiato con Patrick Malone e Lisa Picotte, concentrandosi sullo studio di scena, sulla lettura a freddo e sull'improvvisazione. Nel corso del 2009 è apparso in vari spot pubblicitari per la compagnia, The Hartford.
È membro del Mensa.

## Filmografia

### Cinema
- The McPassion, regia di Benjamin Hershleder - cortometraggio (2006)
- Waiting Room, regia di Laa Marcus - cortometraggio (2006)
- Have a Nice Death, regia di Sherrie Robertson - cortometraggio (2007)
- Sunny & Share Love You, regia di Matthew Buzzell (2007)
- The Secret of Ruby Scorpion, regia di Mike Wike - cortometraggio (2007)
- Montana, regia di Alexander Atanesyan (2008)
- Supercuccioli nello spazio (Space Buddies), regia di Robert Vince (2009)[3]
- Hysteria, regia di Frank Lin (2010)
- Monster Heroes, regia di Danny Cistone (2010)
- Amici di letto (Friends with Benefits), regia di Will Gluck (2011)[4]
- The To Do List - L'estate prima del college (The To Do List), regia di Maggie Carey (2013)
- Monsters University, regia di Dan Scanlon (2013) - voce
- Field of Lost Shoes, regia di Sean McNamara (2014)
- Yes, regia di Rob Margolies (2019)
- Miranda's Victim, regia di Michelle Danner (2023)
- The Nana Project, regia di Robin Givens (2023)

### Televisione

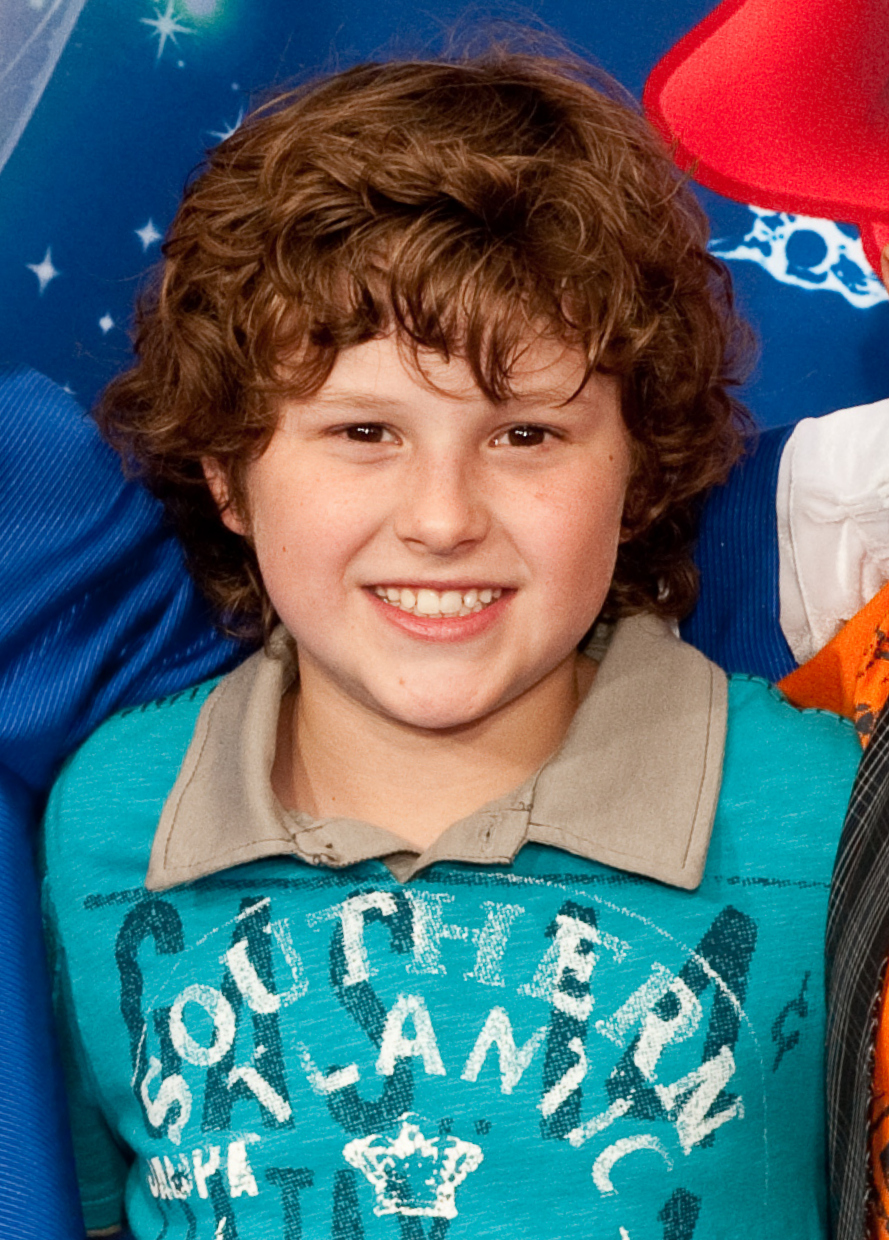
Nolan Gould alla première dello spettacolo World Of Color al Disney California Adventure Park nel mese di giugno 2010.

| Anno      | Titolo                         | Ruolo                | Note                                                     |
| --------- | ------------------------------ | -------------------- | -------------------------------------------------------- |
| 2007      | America's Most Wanted          | Giovane Paul Jackson |                                                          |
| 2007      | Out of Jimmy's Head            | Giovane Jimmy        | Per amore di Robin e L'agguato. Stagione 1, Episodi 7-12 |
| 2008      | Sweet Nothing in My Ear        | Mark Scott           |                                                          |
| 2008      | Eleventh Hour                  | John Warner          | Pericolo vaiolo. Stagione 1, Episodio 5                  |
| 2008      | Disney's Really Short Report   | Se stesso            | Intervista sul film Space Buddies                        |
| 2009      | Access Hollywood               | Se stesso            |                                                          |
| 2009–2020 | Modern Family                  | Luke Dunphy          |                                                          |
| 2010      | Buona fortuna Charlie          | Alexander            | Zombie a Denver. Stagione 1, Episodio 19                 |
| 2010      | R.L. Stine's The Haunting Hour | Jack                 | Best Friend Forever - Titolo Originale                   |
| 2012      | Dottoressa Peluche             | Giovane Jack         |                                                          |

## Premi e riconoscimenti
| Anno | Evento                     | Award                 | Categoria                                                 | Lavoro              | Risultato       |
| ---- | -------------------------- | --------------------- | --------------------------------------------------------- | ------------------- | --------------- |
| 2008 | Young Artist Awards        | Young Artist Award    | Best Young Ensemble Performance in a TV Series            | Out of Jimmy's Head | Vincitore/trice |
| 2010 | Young Artist Awards        | Young Artist Award    | Outstanding Young Performers in a TV Series               | Modern Family       | Vincitore/trice |
| 2010 | Screen Actors Guild Awards | Actor                 | Outstanding Performance by an Ensemble in a Comedy Series | Modern Family       | Candidato/a     |
| 2011 | Young Artist Awards        | Young Artist Award    | Outstanding Young Ensemble in a TV Series                 | Modern Family       | Candidato/a     |
| 2011 | Screen Actors Guild Awards | Actor                 | Outstanding Performance by an Ensemble in a Comedy Series | Modern Family       | Vincitore/trice |
| 2012 | Young Hollywood Awards     | Young Hollywood Award | Scene Stealer                                             |                     | Vincitore/trice |
| 2012 | Screen Actors Guild Awards | Actor                 | Outstanding Performance by an Ensemble in a Comedy Series | Modern Family       | Vincitore/trice |
| 2013 | Screen Actors Guild Awards | Actor                 | Outstanding Performance by an Ensemble in a Comedy Series | Modern Family       | Vincitore/trice |

## Doppiatori italiani
- Tito Marteddu in Modern Family
- Andrea Curi in Grey's Anatomy